# مقلب من المكسيك (فلم)
مقلب من المكسيك فيلم سوري كوميديا من بطولة دريد لحام ونهاد قلعي، أُنتج وعرض عام 1972 وعرض في سوريا ومصر.

## قصة الفيلم
يعاني تيسير (نهاد القلعي)؛ الرجل المحافظ، من عقدة بسبب زواج أخته رغماً عنه. لذلك فهو يضيق الخناق على بناته؛ حيث يتقدم شاب لخطبة ابنته كوثر، وعندما يعرف الأب أن أبنته واقعة في غرام الشاب يرفض تماماً لرجعيته. بعد المقلب الذي يدبره كل من شقيقته (منى واصف) وشقيق زوجته (دريد لحام)، يكتشف أنه مخطئ بخصوص أخته التي تعيش بنزاهة وشرف.

## طاقم العمل[2]
- دريد لحام: خال الأطفال
- نهاد قلعي: تيسير وهو أب لتسعة أولاد
- هالة شوكت: مدام دي لاموند
- منى واصف: زوجة تيسير
- سلمى المصري: كوثر بنة تيسير
- شاكر بريخان
- ناهد يسري
- جميل ولاية
- رياض شحرور
- صالح خلقي
- محمد الشيخ نجيب
- لينا باتع
- صباح الجزائري
- ناهد حلبي